# Dánská 1. divize 1968
Dánská 1. divize 1968 byla nejvyšší dánskou fotbalovou soutěží v roce 1968. Vítězem se stal a do Poháru mistrů evropských zemí se kvalifikoval tým KB Kodaň, Veletržní pohár 1969/70 hrály týmy B 1909 Odense a Hvidovre IF. Účast v Poháru vítězů pohárů si zajistil poražený finalista dánského poháru 1969 Boldklubben Frem.
Ligy se zúčastnilo celkem 12 celků, soutěž se hrála způsobem každý s každým doma-venku (celkem tedy 22 kol) systémem jaro-podzim. Přímo sestoupily poslední dva týmy Odense BK a Aarhus GF.

## Tabulka
| Poř. | Tým                  | Z  | V  | R | P  | VG | OG | B  |
| ---- | -------------------- | -- | -- | - | -- | -- | -- | -- |
| 1.   | KB Kodaň             | 22 | 13 | 3 | 6  | 50 | 26 | 29 |
| 2.   | Esbjerg fB           | 22 | 12 | 5 | 5  | 41 | 25 | 29 |
| 3.   | Boldklubben Frem     | 22 | 12 | 5 | 5  | 40 | 31 | 29 |
| 4.   | B 1913 Odense (N)    | 22 | 11 | 5 | 6  | 37 | 29 | 27 |
| 5.   | Vejle Boldklub       | 22 | 11 | 3 | 8  | 37 | 31 | 25 |
| 6.   | B 1909 Odense (N)    | 22 | 9  | 5 | 8  | 36 | 41 | 23 |
| 7.   | Aalborg Boldspilklub | 22 | 7  | 7 | 8  | 37 | 35 | 21 |
| 8.   | Hvidovre IF          | 22 | 8  | 4 | 10 | 30 | 28 | 20 |
| 9.   | Akademisk Boldklub   | 22 | 9  | 2 | 11 | 28 | 32 | 20 |
| 10.  | AC Horsens           | 22 | 7  | 6 | 9  | 27 | 35 | 20 |
| 11.  | Odense BK            | 22 | 6  | 3 | 13 | 24 | 33 | 15 |
| 12.  | Aarhus GF            | 22 | 1  | 4 | 17 | 10 | 51 | 6  |

|  | Pohár mistrů evropských zemí 1969/70 |
|  | Pohár vítězů pohárů 1969/70          |
|  | Veletržní pohár 1969/70              |
|  | Sestup do 2. divize                  |
|  | (N) - nováček                        |

## Nejlepší střelec
|    |        | hráč                      | tým                  | PG |
| -- | ------ | ------------------------- | -------------------- | -- |
| 1. | Dánsko | Niels-Christian Holmstrøm | Kjøbenhavns Boldklub | 23 |